# Champ Car Series 1991
De Champ Car Series 1991 was het dertiende CART kampioenschap dat gehouden werd tussen 1979 en 2007. Het werd gewonnen door Michael Andretti. De Indianapolis 500 race werd gewonnen door Rick Mears, die deze race voor de vierde keer won en daarmee samen met A.J. Foyt en Al Unser Sr. recordhouder werd. Nederlander Arie Luyendyk won de races in Phoenix en Nazareth en werd zesde in het eindklassement van het kampioenschap.

## Races
|    | Datum        | Circuit                         | Winnaar            | Tweede             | Derde              | Pole position      |
| 1  | 17 maart     | Surfers Paradise                | John Andretti      | Bobby Rahal        | Rick Mears         | Michael Andretti   |
| 2  | 14 april     | Stratencircuit Long Beach       | Al Unser Jr.       | Bobby Rahal        | Eddie Cheever      | Michael Andretti   |
| 3  | 21 april     | Phoenix International Raceway   | Arie Luyendyk      | Bobby Rahal        | Emerson Fittipaldi | Rick Mears         |
| 4  | 26 mei       | Indianapolis Motor Speedway     | Rick Mears         | Michael Andretti   | Arie Luyendyk      | Rick Mears         |
| 5  | 2 juni       | Milwaukee Mile                  | Michael Andretti   | John Andretti      | Mario Andretti     | Rick Mears         |
| 6  | 16 juni      | Stratencircuit Detroit          | Emerson Fittipaldi | Bobby Rahal        | Arie Luyendyk      | Michael Andretti   |
| 7  | 23 juni      | Portland International Raceway  | Michael Andretti   | Emerson Fittipaldi | Bobby Rahal        | Emerson Fittipaldi |
| 8  | 7 juli       | Cleveland                       | Michael Andretti   | Emerson Fittipaldi | Bobby Rahal        | Emerson Fittipaldi |
| 9  | 14 juli      | Meadowlands Sports Complex      | Bobby Rahal        | Al Unser Jr.       | Rick Mears         | Rick Mears         |
| 10 | 21 juli      | Stratencircuit Toronto          | Michael Andretti   | Mario Andretti     | Bobby Rahal        | Michael Andretti   |
| 11 | 4 augustus   | Michigan International Speedway | Rick Mears         | Arie Luyendyk      | Al Unser Jr.       | Rick Mears         |
| 12 | 25 augustus  | Stratencircuit Denver           | Al Unser Jr.       | Emerson Fittipaldi | Michael Andretti   | Michael Andretti   |
| 13 | 1 september  | Stratencircuit Vancouver        | Michael Andretti   | Bobby Rahal        | Al Unser Jr.       | Michael Andretti   |
| 14 | 15 september | Mid-Ohio Sports Car Course      | Michael Andretti   | Emerson Fittipaldi | Bobby Rahal        | Michael Andretti   |
| 15 | 22 september | Road America                    | Michael Andretti   | Al Unser Jr.       | Mario Andretti     | Bobby Rahal        |
| 16 | 6 oktober    | Nazareth Speedway               | Arie Luyendyk      | Bobby Rahal        | Michael Andretti   | Rick Mears         |
| 17 | 20 oktober   | Laguna Seca                     | Michael Andretti   | Al Unser Jr.       | Mario Andretti     | Michael Andretti   |

## Eindrangschikking (Top 10)
| Rank | Rijder             | Ptn |
| ---- | ------------------ | --- |
| 1.   | Michael Andretti   | 230 |
| 2.   | Bobby Rahal        | 200 |
| 3.   | Al Unser Jr.       | 197 |
| 4.   | Rick Mears         | 145 |
| 5.   | Emerson Fittipaldi | 140 |
| 6.   | Arie Luyendyk      | 134 |
| 7.   | Mario Andretti     | 132 |
| 8.   | John Andretti      | 105 |
| 9.   | Eddie Cheever      | 91  |
| 10.  | Scott Pruett       | 67  |

1979 · 
1980 ·
1981 ·
1982 ·
1983 ·
1984 ·
1985 ·
1986 ·
1987 ·
1988 ·
1989 ·
1990 ·
1991 ·
1992 ·
1993 ·
1994 ·
1995 ·
1996 ·
1997 ·
1998 ·
1999 ·
2000 ·
2001 ·
2002 ·
2003 ·
2004 ·
2005 ·
2006 ·
2007